# Tartak (Studzianki-Kolonia)
Tartak – część kolonii Studzianki-Kolonia, w Polsce, w województwie lubelskim, w powiecie kraśnickim, w gminie Zakrzówek.
W latach 1975–1998 miejscowość położona była w województwie lubelskim.